# 四甲基硒氰酸铵
四甲基硒氰酸铵是一种化合物，化学式为(CH3)4NSeCN，它可由硒氰酸甲酯和三甲胺反应得到。硒氰酸钾和四甲基溴化铵在乙腈中反应，浓缩溶液后，也能析出四甲基硒氰酸铵晶体。它的水溶液被溴的苯溶液氧化，可以得到[(CH3)4N](SeCN)3。它和磺酰氯的乙腈溶液反应，得到四甲基二氯硒氰酸铵（(CH3)4NSeCl2CN）。